# Seznam argentinskih dirkačev
Seznam argentinskih dirkačev.

## F
- Juan Manuel Fangio

## R
- Carlos Reutemann